# Insassenunfallversicherung
Die Insassenunfallversicherung bietet im Gegensatz zur allgemeinen Unfallversicherung Versicherungsschutz nur für Unfälle, welche die versicherten Personen beim rechtmäßigen Gebrauch eines versicherten Kraftfahrzeuges erleiden. Da nur der so definierte Ausschnitt aller denkbaren Lebensbereiche versichert ist, sind die Prämien regelmäßig deutlich niedriger kalkuliert, als bei der Allgemeinen Unfallversicherung.
Die Versicherungsunternehmen bieten die Insassenunfallversicherung hauptsächlich als Pauschalsystem an; möglich ist auch die Versicherung nach der Anzahl von Plätzen oder Personen.
Beim Pauschalsystem sind alle berechtigten Insassen pauschal mitversichert; auf jeden versicherten Insassen entfällt im Schadensfall ein der Anzahl der Versicherten entsprechender Teilbetrag der im Versicherungsvertrag vereinbarten Versicherungssumme. Beispiel: Verunglückt ein mit fünf Insassen besetzter PKW und beträgt die vertraglich vereinbarte Versicherungssumme 100.000 €, so ist jeder Insasse mit 20.000 € versichert. Um der Gefahr zu geringen Versicherungsschutzes entgegenzuwirken, ist in den Versicherungsbedingungen für die Kfz-Unfallversicherung vieler Versicherungsgesellschaften vorgesehen, dass sich die Versicherungssumme bei Vorhandensein von mehr als einem Versicherten um 50 Prozent erhöht.
Die Stiftung Warentest bewertet den Abschluss einer Insassenunfallversicherung als überflüssig, da die Risiken, die durch eine Insassenunfallversicherung abgedeckt sind, bereits durch andere Versicherungen (zum Beispiel die Kfz-Haftpflichtversicherung) abgesichert würden. Diese Auffassung vertritt ebenfalls die Verbraucherschutzorganisation Bund der Versicherten.
Insassenunfallversicherungen überschneiden sich hinsichtlich der Deckung mit anderen Versicherungsformen. So zahlt die Haftpflichtversicherung des Verursachers bei einem Unfall an die verunglückten Insassen. Die Krankenversicherung trägt die Kosten bei der ärztlichen Behandlung. Zusätzlich wird nach 43 Tagen für Arbeitnehmer auch anteilig der Lohn weiter gezahlt. In den ersten sechs Wochen hat der Arbeitgeber im Zuge der Lohnfortzahlung für einen Verdienstausfall aufzukommen. Jedoch sollte beachtet werden, dass infolge des Eintritts, Ansprüche der gesetzlichen Krankenversicherung und des Arbeitgebers gegen den Schädiger entstehen. Gem. § 116 SGB X hat die Krankenversicherung einen Anspruch gegen den Schädiger, also regelmäßig den Unfallverursacher und seine Versicherung. Gleiches gilt für den Arbeitgeber. Der Anspruch auf Lohnfortzahlung hat den Zweck, den Arbeitnehmer vor Belastungen zu schützen, die durch Krankheit entstehen. Nicht jedoch den Schädiger. Konsequent sieht § 6 EFZG daher vor, dass der Arbeitgeber einen Anspruch (im Wege des Forderungsübergangs) gegen den Schädiger hat. Folglich kann auch hier der Schädiger die Kosten der ärztlichen Behandlung und der Lohnfortzahlung nicht auf einen Dritten auslagern. Auch hier entsteht also eine Eintrittspflicht der Versicherung des Schädigers. Ob hier ein Gleichlauf zwischen Insassenunfallversicherung und Kfz-Haftpflicht entsteht, ist einzelfallabhängig und bedarf der gesonderten Prüfung.
Aus diesem Grund sind nahezu alle Unfälle bereits durch andere Versicherungen abgedeckt. Insassenunfallversicherungen kommen nur selten zum Tragen, so beispielsweise dann, wenn der Unfall durch ein unabwendbares Ereignis (zum Beispiel bei einem Unfall mit einem Tier) verursacht wurde. Im Ausland übernimmt die Insassenunfallversicherung bei Unfällen den Differenzbetrag zu einer evtl. geringeren  Zahlung einer ausländischen Haftpflichtversicherung. Weiterhin tritt sie ein, wenn ein Verkehrsteilnehmer einen Unfall verursacht, keinen Haftpflichtversicherungsschutz hat und mangels Vermögen auch keine Zahlungsverpflichtungen übernehmen kann.